# Hukkunud Alpinisti hotell
Hukkunud Alpinisti hotell (tradotto: L'Hotel dell'alpinista morto) è un film estone del 1979 diretto da Grigori Kromanov e tratto dal romanzo di fantascienza Otel "U Pogibšego Al'pinista" scritto da Arkadij e Boris Strugackij del 1970.

## Trama
Un poliziotto raggiunge uno sperduto chalet di montagna per una segnalazione e resta ivi bloccato per una valanga. Strani accadimenti e persone che scompaiono porteranno l'agente ad indagare, giungendo a considerazioni che stridono con il suo mestiere in quanto di carattere sovrannaturale. Sembra infatti che tra gli ospiti dello chalet si celino degli esseri alieni.

## Opere derivate
Dal questo film è stato tratto, anni dopo, un omonimo videogioco, prodotto in Russia e distribuito esclusivamente in tale nazione e in Germania.